# Crisi de Luxemburg

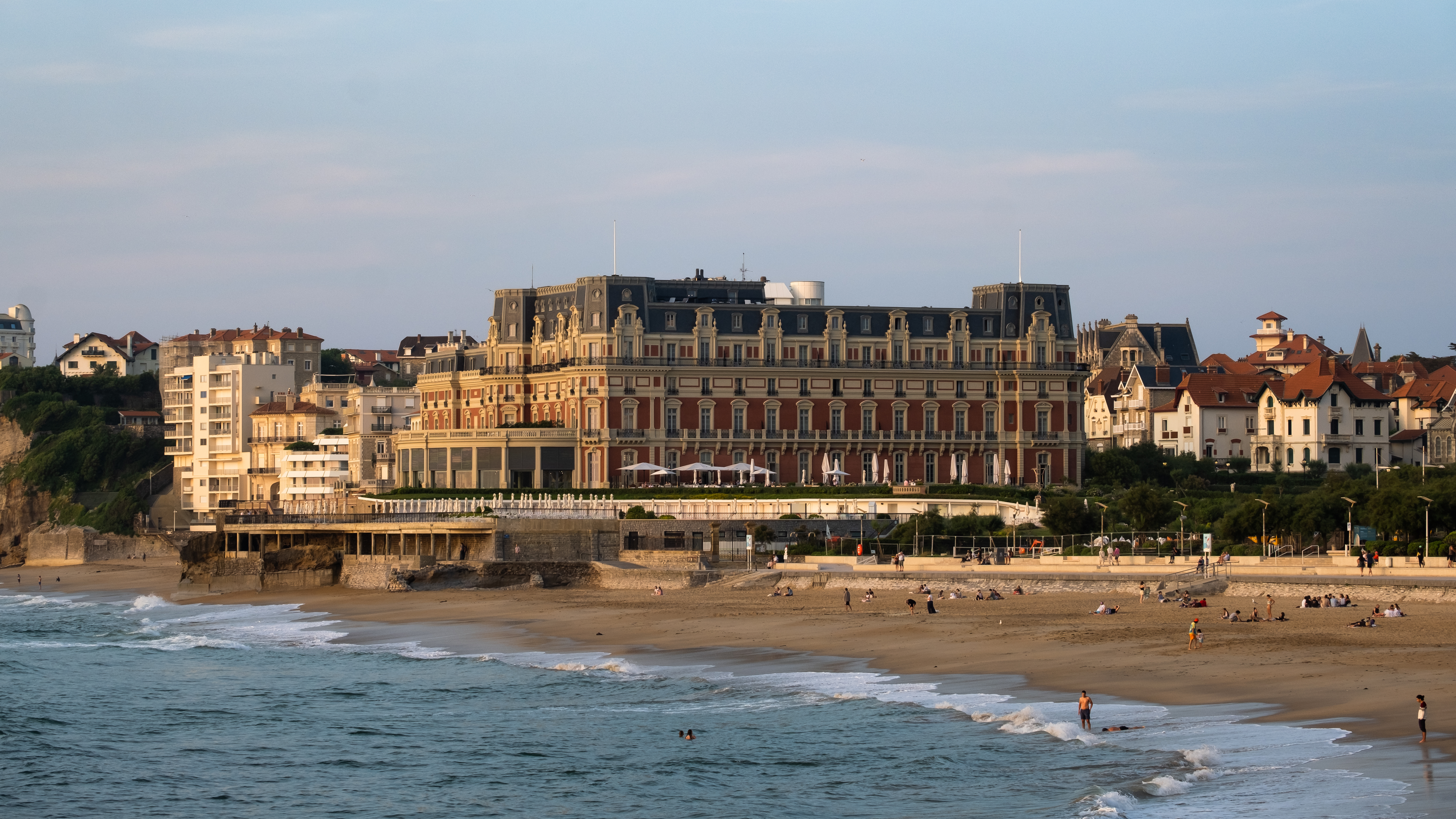
L'Hotel du Palais a Biarritz va ser la seu de les negociacions finals entre Napoleó III i Otto von Bismarck durant la crisi.

La Crisi de Luxemburg va ser una disputa diplomàtica sobre l'estatus polític de Luxemburg que va enfrontar el Segon Imperi Francès i Prússia. La confrontació gairebé va provocar una guerra entre aquests dos països, però va ser resolta pacíficament en el Tractat de Londres (1867).

## Antecedents

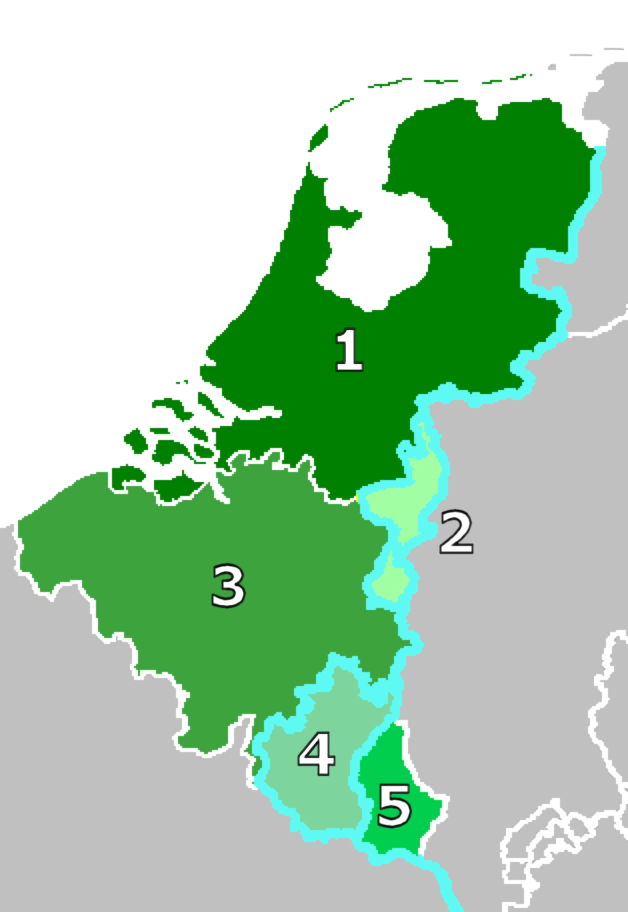
El Regne dels Països Baixos(1+2+5) des de 1839; Bèlgica(3)i la província de Luxemburg(4) en 1839, Luxemburg(5) Limburg(2).

La Ciutat de Luxemburg comptava amb algunes de les fortificacions més impressionants del món, dissenyadesa pel mariscal Vauban, pel que a ser coneguda després com el «Gibraltar del Nord». Segons recollia l'article 67 del Congrés de Viena de 1815, el Gran Ducat de Luxemburg passava a formar part de la unió personal amb el Regne dels Països Baixos com a compensació per la transferència al Regne de Prússia de Nassau-Dillenburg, Siegen, Hadamar i Dietz. Així mateix Luxemburg seria membre de la Confederació Alemanya amb una guarnició prussiana en el seu territori. La revolució belga va provocar la divisió de Luxemburg, i va amenaçar el control holandès de la resta del territori. Davant d'aquest fet, Guillem II va permetre l'entrada Luxemburg en la unió duanera alemanya, la Zollverein, el 1842 per foragitar les influències culturals i econòmiques francesa i belga a Luxemburg.
Sota el tractat, la unió entre els Països Baixos i Luxemburg hauria d'haver estat una mera unió personal, tanmateix, Guillem I administrava Luxemburg com una de les províncies del seu regne. A partir de 1848 Luxemburg va tenir la seva pròpia Cambra de Diputats i un govern autònom, la ciutat de Luxemburg es va convertir en una fortalesa alemanya.

## Guerra Austroprussiana
La victòria prussiana a la Guerra dels Ducats de 1864, havia elevat el sentiment nacionalista als territoris alemanys, i cada vegada estava més clar que Prússia desafiaria la posició de l'Imperi austríac a la Confederació Germànica. El suport del Segon Imperi Francès podia declinar la balança cap a algun dels dos estats, tanmateix Napoleó III va decidir declarar-se neutral, ja que esperava una victòria austríaca -com la majoria d'Europa- i no desitjava recolzar a Àustria per a no enemistar-se amb el Regne d'Itàlia.
Prússia va aprofitar aquesta neutralitat i el 4 d'octubre de 1865 es van reunir a Biarritz, Otto von Bismarck, ministre-president de Prússia i Napoleó III per certificar la neutralitat francesa davant d'una possible guerra amb Àustria. D'altra banda Napoleó III esperava obtenir en canvi territoris a la zona del riu Rin, Bismarck no estava disposat a cedir terreny en la Renània però a canvi va prometre verbalment donar suportuna hegemonia francesa sobre Bèlgica i Luxemburg.
Quan Àustria i Prússia van anar a la guerra el 1866,el resultat va ser un shock per a Europa. Prússia va derrotar a Àustria i Baviera en la decisiva batalla de Sadowa, el que va obligar a Àustria a negociar. Napoleó III es va oferir a mitjançar i el resultat va ser la Pau de Praga on es va dissoldre la Confederació Germànica a favor de la Confederació Alemanya del Nord.

## Oferta francesa
Suposant que Bismarck honraria la seva part de l'acord, el govern francès va oferir a Guillem III dels Països Baixos 5.000.000 florins per comprar el Gran Ducat de Luxemburg. El rei del Països Baixos travessava per greus problemes financers i va acceptar l'oferta el 23 de març de 1867, però els francesos es van trobar amb l'oposició de Bismarck a la mencionada acció. Prússia comptava amb el suport dels estats associats a la Confederació Alemanya del Nord, així mateix havia concertat un acord amb els estats de sud -Regne de Baviera, Regne de Wurtemberg, Gran Ducat de Baden i Gran Ducat de Hessen- el 10 d'octubre. El fet va encoratjar a la premsa nacionalista contra l'operació de compra, i Bismarck va amenaçar a França amb la guerra si es portava a terme la compra.

## Tensió franco-alemanya
Per evitar una guerra que podria arrossegar la resta d'Europa, els ministres d'altres països es van apressar a oferir propostes de compromís. El Ministre d'Afers Estrangers d'Àustria, el comte Beust, va proposar la transferència de Luxemburg al regne de Bèlgica a canvi que França fos compensada amb terres belgues. Tanmateix, el rei belga Leopold II es va negar a desprendre's de cap de les seves terres. Amb l'opinió pública alemanya enaltida, Napoleó III va tractar de fer marxa enrere, no volia fer l'efecte de ser excessivament expansionista a les altres grans potències. Així i tot no volia semblar feble davant de Prússia pel que va exigir que aquesta retirés els seus soldats de la ciutat de Luxemburg, amenaçant amb la guerra en el cas que Prússia no complís. Per evitar el conflicte, l'emperador rus Alexandre II va convocar a una conferència internacional que se celebraria a Londres. El Regne Unit va rebre amb grat la idea d'acollir les converses, ja que el Govern britànic temia que l'absorció de Luxemburg, per alguna potència, afebliria a Bèlgica, el seu aliat estratègic al continent, 7 i la independència del qual garantia des del Tractat de Londres (1839).

## Conferència de Londres
A la negociació del tractat van ser invitades totes les Grans Potències d'Europa. Com estava clar que ni França ni la Confederació Germànica acceptarien la incorporació de Luxemburg per cap d'elles dues, les negociacions es van centrar en la neutralitat de Luxemburg i la reafirmació de la seva unió personal amb el rei dels Països Baixos. El resultat va ser una victòria diplomàtica i moral de Bismarck sobre França, malgrat que va haver d'evacuar la guarnició de la ciutat el Gran Ducat de Luxemburg va continuar adherit a la Zollverein.